# The Howards of Virginia
The Howards of Virginia (bra: A Flama da Liberdade) é um filme estadunidense de 1940, dos gêneros drama histórico e de guerra, dirigido por Frank Lloyd.

## Sinopse
Matt Howard, filho órfão de um agricultor da Virgínia, usa suas conexões com o amigo Tom Jefferson para conseguir emprego como topógrafo. Ele acaba conhecendo Jane Peyton, por quem se apaixona, embora os dois sejam de classes diferentes. 

## Elenco
- Cary Grant    ...     Matt Howard
- Martha Scott    ...     Jane Peyton-Howard
- Cedric Hardwicke    ...     Fleetwood Peyton
- Alan Marshal    ...     Roger Peyton
- Richard Carlson    ...     Thomas Jefferson
- Lane Chandler ... Major (não-creditado)
- Terry Moore ... Garota vizinha (não-creditada)

## Prêmios e indicações
Óscar 1941
- Indicados
  - Melhor trilha sonora original[2]
  - Melhor edição de som[2]